# Liste der Baudenkmäler in Meran
Die Liste der Baudenkmäler in Meran (italienisch Merano) enthält die 241 als Baudenkmäler ausgewiesenen Objekte auf dem Gebiet der Gemeinde Meran in Südtirol.
Basis ist das im Internet einsehbare offizielle Verzeichnis der Baudenkmäler in Südtirol. Dabei kann es sich beispielsweise um Sakralbauten, Wohnhäuser, Bauernhöfe und Adelsansitze handeln. Die Reihenfolge in dieser Liste orientiert sich an der Bezeichnung, alternativ ist sie auch nach der Adresse oder dem Datum der Unterschutzstellung sortierbar.

## Liste
| Foto |                 | Bezeichnung                                                               | Standort                                                  | Eintragung                   | Beschreibung | Metadaten                                                                                            |
| ---- | --------------- | ------------------------------------------------------------------------- | --------------------------------------------------------- | ---------------------------- | --- | --- |
| ja   | Datei hochladen | Alpinistraße 48 ID: 50394                                                 | Alpinistraße 48 46° 40′ 21″ N, 11° 9′ 12″ O               | 13. Juni 2005 (BLR-LAB 2088) | Villa Baumgartner Projektant Anton Pardatscher 1914 | KG: Meran Bauparzelle: 578                                                                           |
| ja   | Datei hochladen | Alter Widum in Untermais ID: 15902                                        | Pfarrgasse 2b 46° 39′ 41″ N, 11° 9′ 40″ O                 | 20. Juni 1980 (BLR-LAB 3050) | ehemals Ansitz Angerheim, später Widum | KG: Mais Bauparzelle: 216/1                                                                          |
| ja   | Datei hochladen | Altes Rathaus in Obermais ID: 15878                                       | Brunnenplatz 21 46° 40′ 7″ N, 11° 10′ 26″ O               | 30. März 1981 (BLR-LAB 1641) | Verwaltungsbau | KG: Mais Bauparzelle: 63                                                                             |
| ja   | Datei hochladen | Altes Rathaus in Untermais ID: 15947                                      | Matteottistraße 38-44 46° 39′ 52″ N, 11° 9′ 40″ O         | 30. März 1981 (BLR-LAB 1641) | Verwaltungsbau Planung Tobias Brenner 1906 | KG: Mais Bauparzelle: 774                                                                            |
| ja   | Datei hochladen | Amtsgebäude ID: 15978                                                     | Kornplatz 2 46° 40′ 20″ N, 11° 9′ 31″ O                   | 20. Juni 1980 (BLR-LAB 3049) | Verwaltungsbau | KG: Meran Bauparzelle: 106                                                                           |
| ja   | Datei hochladen | Andreas-Hofer-Denkmal ID: 50574                                           | 46° 40′ 26″ N, 11° 9′ 1″ O                                | 1. Juli 2013 (BLR-LAB 988)   | Auf hohem Sockel gegossenes Bildwerk des Tiroler Freiheitshelden Andreas Hofer, modelliert vom Wiener Bildhauer Emanuel Pendl. Inschriften und Wappen. 1914 errichtet und 1919 eingeweiht. | KG: Meran Bauparzelle: 623                                                                           |
| ja   | Datei hochladen | Ansitz St. Valentin ID: 15888                                             | St.-Valentin-Straße 46° 39′ 52″ N, 11° 11′ 5″ O           | 20. Juni 1980 (BLR-LAB 3050) | Tarneller-Nr. 1506 | KG: Mais Bauparzelle: 121                                                                            |
| ja   | Datei hochladen | Bahnhof Meran ID: 50332                                                   | 46° 40′ 23″ N, 11° 8′ 57″ O                               | 5. Apr. 2004 (BLR-LAB 1083)  | Bahnhof/Remise | KG: Meran Bauparzelle: 591                                                                           |
| ja   | Datei hochladen | Bahnhof Meran-Sinich ID: 50347                                            | 46° 37′ 26″ N, 11° 10′ 59″ O                              | 5. Apr. 2004 (BLR-LAB 1083)  | Bahnhof/Remise | KG: Mais Bauparzelle: 1054                                                                           |
| ja   | Datei hochladen | Bahnhof Untermais mit Nebengebäude und Lagerraum ID: 50319                | 46° 39′ 23″ N, 11° 8′ 53″ O                               | 5. Apr. 2004 (BLR-LAB 1083)  | Bahnhof Untermais; die links in der Spalte Standort stehenden Koordinaten beziehen sich auf das Hauptgebäude; das Frachtmagazin befindet sich auf 46° 39′ 20,6″ N, 11° 8′ 55,8″ O. | KG: Mais Bauparzelle: 397/1, 397/2, 960                                                              |
| ja   | Datei hochladen | Bozner Tor ID: 16000                                                      | 46° 40′ 13″ N, 11° 9′ 53″ O                               | 20. Juni 1980 (BLR-LAB 3049) | Befestigungsanlagen | KG: Meran Bauparzelle: 220                                                                           |
| ja   | Datei hochladen | Brennerhof ID: 16024                                                      | Freiheitsstraße 123 46° 40′ 14″ N, 11° 9′ 27″ O           | 29. Juli 1985 (BLR-LAB 3711) | Verwaltungsbau Projektant Tobias Brenner 1885 | KG: Meran Bauparzelle: 383/1, 383/2                                                                  |
| ja   | Datei hochladen | Carduccistraße 20 ID: 16028                                               | Carduccistraße 20 46° 40′ 13″ N, 11° 9′ 27″ O             | 30. März 1981 (BLR-LAB 1640) | Villa Eldorado Projektant Anton Mayr 1887 | KG: Meran Bauparzelle: 421                                                                           |
| ja   | Datei hochladen | Carduccistraße 22-26 ID: 16022                                            | Carduccistraße 22-26 46° 40′ 12″ N, 11° 9′ 26″ O          | 30. März 1981 (BLR-LAB 1640) | Villa Bruckmüller Projektant Karl Moeser 1885, Umbau durch Musch & Lun | KG: Meran Bauparzelle: 366                                                                           |
| ja   | Datei hochladen | Christomannosstraße 18 mit Garten ID: 15919                               | Christomannosstraße 18 46° 40′ 3″ N, 11° 10′ 33″ O        | 21. Sep. 1987 (BLR-LAB 5864) | | KG: Mais Bauparzelle: 433 Grundparzelle: 490                                                         |
| ja   | Datei hochladen | Dorfmeister in Obermais ID: 15881                                         | Christomannostraße 32 46° 40′ 2″ N, 11° 10′ 38″ O         | 20. Juni 1980 (BLR-LAB 3050) | Ländliches Wohnhaus/Bauernhof Tarneller-Nr. 1446 | KG: Mais Bauparzelle: 72                                                                             |
| ja   | Datei hochladen | Dorfmeister in Untermais ID: 15903                                        | Pfarrgasse 14 46° 39′ 38″ N, 11° 9′ 44″ O                 | 20. Juni 1980 (BLR-LAB 3050) | Ländliches Wohnhaus/Bauernhof Tarneller-Nr. 1564 | KG: Mais Bauparzelle: 221/2                                                                          |
| ja   | Datei hochladen | Ehemaliges Haus Hörmann ID: 50554                                         | Rennweg 16-20 46° 40′ 17″ N, 11° 9′ 35″ O                 | 23. Jan. 2012 (BLR-LAB 84)   | Städtisches Wohnhaus Projektant Cölestin Recla 1890 | KG: Meran Bauparzelle: 138                                                                           |
| ja   | Datei hochladen | Ehemaliges Hotel Esplanade mit Garten ID: 16004                           | 46° 40′ 13″ N, 11° 9′ 54″ O                               | 16. Apr. 1951 (MD)           | Hotel, heute Sitz der Sprachenmediathek Meran | KG: Meran Bauparzelle: 1382, 252/1, 252/2, 253, 255/2 Grundparzelle: 75                              |
| ja   | Datei hochladen | Ehemaliges Klarissenkloster mit Kirche ID: 15977                          | 46° 40′ 22″ N, 11° 9′ 32″ O                               | 2. März 1960 (MD)            | Kloster | KG: Meran Bauparzelle: 87, 90/1, 90/2, 91/1, 91/2, 95/1, 95/2, 95/3                                  |
| ja   | Datei hochladen | Einsiedelei in der Naif mit Kapelle ID: 15886                             | 46° 40′ 12″ N, 11° 12′ 11″ O                              | 20. Juni 1980 (BLR-LAB 3050) | Städtisches Wohnhaus | KG: Mais Bauparzelle: 101, 102                                                                       |
| ja   | Datei hochladen | Erlach ID: 15876                                                          | Virgilstraße 1 46° 40′ 11″ N, 11° 10′ 25″ O               | 17. Jan. 1951 (MD)           | Ansitz Tarneller-Nr. 1420 | KG: Mais Bauparzelle: 56/1, 56/2                                                                     |
| ja   | Datei hochladen | Evangelische Christuskirche ID: 16023                                     | 46° 40′ 11″ N, 11° 9′ 26″ O                               | 20. Juni 1980 (BLR-LAB 3049) | Kirche Architekt Johannes Vollmer 1882–1885 | KG: Meran Bauparzelle: 381                                                                           |
| ja   | Datei hochladen | Evangelisches Pfarrhaus ID: 16044                                         | Carduccistraße 31 46° 40′ 11″ N, 11° 9′ 23″ O             | 30. März 1981 (BLR-LAB 1640) | Pfarrhaus Projektant Cölestin Recla 1896 | KG: Meran Bauparzelle: 468                                                                           |
| ja   | Datei hochladen | Ex Sanatorium Weinhardt ID: 50346                                         | Maiastraße 2 46° 40′ 2″ N, 11° 9′ 47″ O                   | 30. Aug. 2004 (BLR-LAB 3079) | Villa Musch Bauherr Josef Musch, Projektant Gustav Birkenstaedt 1912 | KG: Mais Bauparzelle: 922                                                                            |
| ja   | Datei hochladen | Fluggigasse 2-4 ID: 15948                                                 | Fluggigasse 2-4 46° 39′ 56″ N, 11° 10′ 20″ O              | 30. März 1981 (BLR-LAB 1641) | Landhaus Crouy Projektant Josef Mattmann 1906 | KG: Mais Bauparzelle: 789                                                                            |
| ja   | Datei hochladen | Fragsburg ID: 15909                                                       | Fragsburger Straße 1 46° 38′ 19″ N, 11° 11′ 32″ O         | 16. Apr. 1951 (MD)           | Burg/Schloss Tarneller-Nr. 1598 | KG: Mais Bauparzelle: 320, 321                                                                       |
| ja   | Datei hochladen | Freie Waldorfschule Christian Morgenstern ID: 50352                       | Schennastraße 47/a 46° 40′ 17″ N, 11° 11′ 11″ O           | 8. Nov. 2004 (BLR-LAB 3996)  | Städtisches Wohnhaus Architekt: Adalbert Erlebach, 1913, heute Sitz der Waldorfschule Meran | KG: Mais Bauparzelle: 953                                                                            |
| ja   | Datei hochladen | Freiheitsstraße 137-139 ID: 16021                                         | Freiheitsstraße 137-139 46° 40′ 15″ N, 11° 9′ 16″ O       | 29. Juli 1985 (BLR-LAB 3711) | Villa Schenk Projektant Karl Moeser 1883 | KG: Meran Bauparzelle: 364                                                                           |
| ja   | Datei hochladen | Freiheitsstraße 186 ID: 16029                                             | Freiheitsstraße 186 46° 40′ 17″ N, 11° 9′ 19″ O           | 30. März 1981 (BLR-LAB 1640) | Villa Steiner, Villa Vögele Projektant Musch & Lun 1888 | KG: Meran Bauparzelle: 423                                                                           |
| ja   | Datei hochladen | Freiheitsstraße 192 ID: 16025                                             | Freiheitsstraße 192 46° 40′ 17″ N, 11° 9′ 14″ O           | 30. März 1981 (BLR-LAB 1640) | Städtisches Wohnhaus | KG: Meran Bauparzelle: 390                                                                           |
| ja   | Datei hochladen | Freihof, Villa Mazegger und Garten ID: 50301                              | St.-Georgen-Straße 27 46° 40′ 18″ N, 11° 10′ 19″ O        | 8. Mai 2000 (BLR-LAB 1564)   | Ländliches Wohnhaus/Bauernhof Projektant Karl Moeser, 1870 | KG: Mais Bauparzelle: 32/1, 32/2, 32/3, 3916 Grundparzelle: 297                                      |
| ja   | Datei hochladen | Friedhof und Friedhofsgebäude Evangelische Gemeinde Meran ID: 18177       | Marlinger Straße 17 46° 39′ 55″ N, 11° 8′ 52″ O           | 18. März 1996 (BLR-LAB 1072) | Kirche | KG: Mais Bauparzelle: 578 Grundparzelle: 1682/1                                                      |
| ja   | Datei hochladen | Galileistraße 62 ID: 16052                                                | Galileistraße 62 46° 40′ 27″ N, 11° 9′ 38″ O              | 30. Dez. 1988 (BLR-LAB 9004) | Villa Posch Projektant Anton Fritz 1912/13 | KG: Meran Bauparzelle: 575                                                                           |
| ja   | Datei hochladen | Gartenhalle der Ehemaligen Villa Rosenberg ID: 50417                      | Schennastraße 18 46° 40′ 9″ N, 11° 10′ 41″ O              | 29. Nov. 2004 (BLR-LAB 4389) | Pavillon Villa Rosenberg heißt heute Haus Bethanien | KG: Mais Bauparzelle: 23/5                                                                           |
| ja   | Datei hochladen | Gasthof zum Grafen von Meran ID: 15970                                    | Rennweg 76-100 46° 40′ 22″ N, 11° 9′ 35″ O                | 16. Apr. 1951 (MD)           | Gasthaus | KG: Meran Bauparzelle: 696, 71/1, 71/2, 71/3, 72                                                     |
| ja   | Datei hochladen | Goethestraße 16-22 ID: 50077                                              | Goethestraße 16-22 46° 40′ 30″ N, 11° 9′ 23″ O            | 8. Juli 2002 (BLR-LAB 2441)  | Villa Landeck Projektant Musch & Lun 1905 | KG: Meran Bauparzelle: 506                                                                           |
| ja   | Datei hochladen | Gofer mit Kapelle ID: 15908                                               | Labersstraße 16 46° 38′ 59″ N, 11° 11′ 28″ O              | 21. Sep. 1987 (BLR-LAB 5864) | Ländliches Wohnhaus/Bauernhof | KG: Mais Bauparzelle: 314/1, 315                                                                     |
| ja   | Datei hochladen | Grabmayrstraße 10 ID: 15924                                               | Grabmayrstraße 10 46° 39′ 54″ N, 11° 9′ 56″ O             | 30. März 1981 (BLR-LAB 1641) | Villa Hendel Projektant Tobias Brenner 1892 | KG: Mais Bauparzelle: 512                                                                            |
| ja   | Datei hochladen | Grabmayrstraße 20 ID: 50413                                               | Grabmayrstraße 20 46° 39′ 50″ N, 11° 10′ 1″ O             | 29. Aug. 2005 (BLR-LAB 3050) | Villa Platzer Jakob Covi 1897 | KG: Mais Bauparzelle: 583                                                                            |
| ja   | Datei hochladen | Haisrainer in Obermais ID: 15882                                          | 46° 39′ 53″ N, 11° 10′ 48″ O                              | 21. Sep. 1987 (BLR-LAB 5684) | Ländliches Wohnhaus/Bauernhof Tarneller-Nr. 1461 | KG: Mais Bauparzelle: 84                                                                             |
| ja   | Datei hochladen | Hallergasse 2-8 ID: 16008                                                 | Hallergasse 2-8 46° 40′ 16″ N, 11° 9′ 58″ O               | 20. Juni 1980 (BLR-LAB 3049) | Parthanes Städtisches Wohnhaus | KG: Meran Bauparzelle: 1467, 1468, 267                                                               |
| ja   | Datei hochladen | Hallergasse 3-9 ID: 18067                                                 | Hallergasse 3-9 46° 40′ 16″ N, 11° 10′ 0″ O               | 22. Apr. 1991 (BLR-LAB 2095) | Städtisches Wohnhaus Josef Pederiva und Karl Möser 1873 | KG: Meran Bauparzelle: 295/2                                                                         |
| ja   | Datei hochladen | Hallergasse 24 ID: 18240                                                  | Hallergasse 24 46° 40′ 15″ N, 11° 9′ 59″ O                | 10. März 1997 (BLR-LAB 880)  | Städtisches Wohnhaus Ehemaliges Evangelisches Bethaus | KG: Meran Bauparzelle: 270                                                                           |
| ja   | Datei hochladen | Händler ID: 15910                                                         | Schennastraße 50 46° 40′ 11″ N, 11° 11′ 11″ O             | 21. Sep. 1987 (BLR-LAB 5864) | Ländliches Wohnhaus/Bauernhof Tarneller-Nr. 1467 | KG: Mais Bauparzelle: 334                                                                            |
| ja   | Datei hochladen | Haus Ladurn ID: 50428                                                     | Verdistraße 26 46° 40′ 36″ N, 11° 9′ 33″ O                | 14. Nov. 2005 (BLR-LAB 4270) | Villa Spöttl Projektant Alois Carli 1904 | KG: Meran Bauparzelle: 497                                                                           |
| ja   | Datei hochladen | Haus Ladurner ID: 50484                                                   | 46° 40′ 16″ N, 11° 9′ 35″ O                               | 19. Mai 2008 (BLR-LAB 1655)  | Städtisches Wohnhaus Cölestin Recla 1906 | KG: Meran Bauparzelle: 136                                                                           |
| ja   | Datei hochladen | Hecherhof in Hagen ID: 50432                                              | Katzensteinstraße 38 46° 37′ 33″ N, 11° 11′ 35″ O         | 27. März 2006 (BLR-LAB 975)  | Ländliches Wohnhaus/Bauernhof | KG: Mais Bauparzelle: 289/2                                                                          |
| ja   | Datei hochladen | Heilig-Kreuz-Kapelle ID: 50303                                            | 46° 40′ 30″ N, 11° 9′ 34″ O                               | 5. März 2001 (BLR-LAB 613)   | Kapelle | KG: Meran Bauparzelle: 80/1                                                                          |
| ja   | Datei hochladen | Hohes Haus ID: 16013                                                      | Passeiergasse 47-49 46° 40′ 16″ N, 11° 10′ 5″ O           | 20. Juni 1980 (BLR-LAB 3049) | Städtisches Wohnhaus | KG: Meran Bauparzelle: 306/2, 306/3                                                                  |
| ja   | Datei hochladen | Hotel Augusta ID: 16032                                                   | Otto-Huber-Straße 2 46° 40′ 13″ N, 11° 9′ 23″ O           | 30. März 1981 (BLR-LAB 1640) | Villa Balog Projektant Pietro Delugan 1894 | KG: Meran Bauparzelle: 444/1                                                                         |
| ja   | Datei hochladen | Hotel Bavaria ID: 15913                                                   | Kirchsteig 15-17 46° 40′ 12″ N, 11° 10′ 13″ O             | 30. März 1981 (BLR-LAB 1641) | Hotel | KG: Mais Bauparzelle: 387                                                                            |
| ja   | Datei hochladen | Hotel Bellevue ID: 16020                                                  | 46° 40′ 17″ N, 11° 9′ 12″ O                               | 30. März 1981 (BLR-LAB 1640) | Hotel Projektant Musch & Lun 1882 | KG: Meran Bauparzelle: 363/1                                                                         |
| ja   | Datei hochladen | Hotel Emma ID: 16051                                                      | Mazziniplatz 1 46° 40′ 19″ N, 11° 9′ 9″ O                 | 29. Juli 1985 (BLR-LAB 3711) | Projektant Musch & Lun 1908. Seit 2001 hat die Fachoberschule für Soziales „Marie Curie“ dort ihren Sitz. | KG: Meran Bauparzelle: 531                                                                           |
| ja   | Datei hochladen | Hotel Ifinger ID: 15918                                                   | Fluggigasse 14 46° 39′ 58″ N, 11° 10′ 25″ O               | 12. Okt. 1987 (BLR-LAB 6187) | Villa/Sommerfrischhaus Projektant Tobias Brenner 1886 | KG: Mais Bauparzelle: 432                                                                            |
| ja   | Datei hochladen | Hotel Minerva mit Vorgarten ID: 18212                                     | 46° 40′ 10″ N, 11° 10′ 18″ O                              | 20. Juni 2005 (BLR-LAB 2215) | Villa/Sommerfrischhaus Candidus Bächler 1906–1908 | KG: Mais Bauparzelle: 810 Grundparzelle: 321                                                         |
| ja   | Datei hochladen | Hotel Savoy ID: 16036                                                     | Rätiastraße 1 46° 40′ 8″ N, 11° 9′ 9″ O                   | 30. März 1981 (BLR-LAB 1640) | Projektant Pietro Delugan 1895 ehemaliges Hotel, heute Landesberufsschule für das Gastgewerbe | KG: Meran Bauparzelle: 450                                                                           |
| ja   | Datei hochladen | Hotel Westend ID: 16037                                                   | Speckbacherstraße 9 46° 40′ 7″ N, 11° 9′ 4″ O             | 29. Juli 1985 (BLR-LAB 3711) | Villa/Sommerfrischhaus Projektant Pietro Delugan 1896 | KG: Meran Bauparzelle: 451                                                                           |
| ja   | Datei hochladen | Hotel Windsor ID: 16042                                                   | Rätiastraße 2-4 46° 40′ 9″ N, 11° 9′ 12″ O                | 30. März 1981 (BLR-LAB 1640) | Hotel Projektant Cölestin Recla 1885 | KG: Meran Bauparzelle: 466                                                                           |
| ja   | Datei hochladen | Institut der Englischen Fräulein mit Herz-Jesu-Kirche ID: 16002           | Sandplatz 16 46° 40′ 11″ N, 11° 9′ 54″ O                  | 20. Juni 1980 (BLR-LAB 3049) | um 1570 von Berthold von Wolkenstein als Ansitz Hohensaal erbaut, ehem. Kloster und Internat, Herz-Jesu-Kirche erbaut 1903/04 nach Planen von Ferdinand Mungenast | KG: Meran Bauparzelle: 236/1, 237, 238/1                                                             |
| ja   | Datei hochladen | Isenburg ID: 15931                                                        | Winkelweg 1 46° 40′ 7″ N, 11° 10′ 9″ O                    | 12. Okt. 1987 (BLR-LAB 6187) | Villa/Sommerfrischhaus Projektant Anton Weber 1894 Geburtshaus von Theodor Piffl-Perčević | KG: Mais Bauparzelle: 555                                                                            |
| ja   | Datei hochladen | Kaiserhof ID: 16039                                                       | Freiheitsstraße 155 46° 40′ 15″ N, 11° 9′ 12″ O           | 30. März 1981 (BLR-LAB 1640) | ehemaliges Hotel, heute Landeshotelfachschule Pietro Delugan 1895 | KG: Meran Bauparzelle: 460                                                                           |
| ja   | Datei hochladen | Kallmünz mit Garten ID: 16003                                             | Sandplatz 12 46° 40′ 13″ N, 11° 9′ 58″ O                  | 16. Apr. 1951 (MD)           | Ansitz | KG: Meran Bauparzelle: 248 Grundparzelle: 73, 74                                                     |
| ja   | Datei hochladen | Kapelle beim Toblhof ID: 16018                                            | 46° 40′ 41″ N, 11° 9′ 2″ O                                | 20. Juni 1980 (BLR-LAB 3049) | Kapelle | KG: Meran Bauparzelle: 325                                                                           |
| ja   | Datei hochladen | Kapuzinerkloster mit Kirche St. Maximilian, Garten und Friedhof ID: 15975 | 46° 40′ 25″ N, 11° 9′ 34″ O                               | 20. Juni 1980 (BLR-LAB 3049) | Kloster | KG: Meran Bauparzelle: 82/1, 82/2, 83, 924 Grundparzelle: 6, 7/1, 7/2, 7/4, 7/5, 9                   |
| ja   | Datei hochladen | Katzenstein ID: 15907                                                     | 46° 38′ 32″ N, 11° 11′ 9″ O                               | 16. Apr. 1951 (MD)           | Burg/Schloss Tarneller-Nr. 1590 | KG: Mais Bauparzelle: 308                                                                            |
| ja   | Datei hochladen | Kieserhaus ID: 16033                                                      | Freiheitsstraße 129-131 46° 40′ 15″ N, 11° 9′ 21″ O       | 30. März 1981 (BLR-LAB 1640) | Städtisches Wohnhaus Projektant und Bauherr Hans Kieser 1893 | KG: Meran Bauparzelle: 445                                                                           |
| ja   | Datei hochladen | Kirchsteig 3-7 ID: 15932                                                  | Kirchsteig 3-7 46° 40′ 12″ N, 11° 10′ 11″ O               | 12. Okt. 1987 (BLR-LAB 6187) | Villa Georgenhöhe Musch & Lun 1894 | KG: Mais Bauparzelle: 56/1, 811                                                                      |
| ja   | Datei hochladen | Knillenberg ID: 15874                                                     | 46° 40′ 4″ N, 11° 10′ 25″ O                               | 17. Jan. 1951 (MD)           | Ansitz 1641 im Besitz des Bischofs Johann Flugi von Aspermont Tarneller-Nr. 1435 | KG: Mais Bauparzelle: 43/1                                                                           |
| ja   | Datei hochladen | Kurhaus ID: 15981                                                         | 46° 40′ 14″ N, 11° 9′ 46″ O                               | 20. Juni 1980 (BLR-LAB 3049) | Kurhaus | KG: Meran Bauparzelle: 127                                                                           |
| ja   | Datei hochladen | Kurmittelhaus ID: 16050                                                   | Otto-Huber-Straße 8 46° 40′ 14″ N, 11° 9′ 24″ O           | 30. März 1981 (BLR-LAB 1640) | Kurhaus Max Langheinrich 1907 | KG: Meran Bauparzelle: 529/1                                                                         |
| ja   | Datei hochladen | Labers ID: 15885                                                          | 46° 40′ 7″ N, 11° 11′ 29″ O                               | 17. Jan. 1951 (MD)           | Hotel Tarneller-Nr. 1485 | KG: Mais Bauparzelle: 98                                                                             |
| ja   | Datei hochladen | Landesfürstliche Burg ID: 15966                                           | 46° 40′ 21″ N, 11° 9′ 42″ O                               | 20. Juni 1980 (BLR-LAB 3049) | Ansitz | KG: Meran Bauparzelle: 43                                                                            |
| ja   | Datei hochladen | Lauben 2-4 ID: 50295                                                      | Lauben 2-4 46° 40′ 17″ N, 11° 9′ 52″ O                    | 6. Apr. 1999 (BLR-LAB 1216)  | Freytaghaus Städtisches Wohnhaus | KG: Meran Bauparzelle: 5/1                                                                           |
| ja   | Datei hochladen | Lauben 6-8 ID: 15958                                                      | Lauben 6-8 46° 40′ 17″ N, 11° 9′ 52″ O                    | 17. Okt. 1980 (BLR-LAB 6309) | Kirchebner, Städtisches Wohnhaus | KG: Meran Bauparzelle: 6                                                                             |
| ja   | Datei hochladen | Lauben 16-18A ID: 15959                                                   | Lauben 16-18A 46° 40′ 17″ N, 11° 9′ 51″ O                 | 20. Juni 1980 (BLR-LAB 3049) | Städtisches Wohnhaus | KG: Meran Bauparzelle: 11                                                                            |
| ja   | Datei hochladen | Lauben 30, 38, 40, 42 ID: 15960                                           | Lauben 30, 38, 40, 42 46° 40′ 17″ N, 11° 9′ 50″ O         | 20. Juni 1980 (BLR-LAB 3049) | Plant, Städtisches Wohnhaus | KG: Meran Bauparzelle: 13/2                                                                          |
| ja   | Datei hochladen | Lauben 36, 44 ID: 15961                                                   | Lauben 36, 44 46° 40′ 17″ N, 11° 9′ 50″ O                 | 20. Juni 1980 (BLR-LAB 3049) | Viertl, Städtisches Wohnhaus | KG: Meran Bauparzelle: 14/1                                                                          |
| ja   | Datei hochladen | Lauben 41-55 ID: 15998                                                    | Lauben 41-55 46° 40′ 16″ N, 11° 9′ 51″ O                  | 20. Juni 1980 (BLR-LAB 3049) | Neunuhrmesser, Städtisches Wohnhaus | KG: Meran Bauparzelle: 203                                                                           |
| ja   | Datei hochladen | Lauben 63-67 ID: 15997                                                    | Lauben 63-67 46° 40′ 16″ N, 11° 9′ 50″ O                  | 20. Juni 1980 (BLR-LAB 3049) | Städtisches Wohnhaus | KG: Meran Bauparzelle: 199                                                                           |
| ja   | Datei hochladen | Lauben 64-70 ID: 15962                                                    | Lauben 64-70 46° 40′ 18″ N, 11° 9′ 49″ O                  | 20. Juni 1980 (BLR-LAB 3049) | Städtisches Wohnhaus | KG: Meran Bauparzelle: 17                                                                            |
| ja   | Datei hochladen | Lauben 69-75, 81, 83 ID: 15996                                            | Lauben 69-75, 81, 83 46° 40′ 16″ N, 11° 9′ 49″ O          | 20. Juni 1980 (BLR-LAB 3049) | Städtisches Wohnhaus | KG: Meran Bauparzelle: 198/1                                                                         |
| ja   | Datei hochladen | Lauben 78-82 ID: 15963                                                    | Lauben 78-82 46° 40′ 18″ N, 11° 9′ 48″ O                  | 21. Sep. 1987 (BLR-LAB 5684) | Städtisches Wohnhaus | KG: Meran Bauparzelle: 21/2                                                                          |
| ja   | Datei hochladen | Lauben 100-108 (Haisrainer) ID: 15964                                     | Lauben 100-108 46° 40′ 18″ N, 11° 9′ 47″ O                | 20. Juni 1980 (BLR-LAB 3049) | Städtisches Wohnhaus | KG: Meran Bauparzelle: 24                                                                            |
| ja   | Datei hochladen | Lauben 110-120 ID: 15965                                                  | Lauben 110-120 46° 40′ 18″ N, 11° 9′ 47″ O                | 20. Juni 1980 (BLR-LAB 3049) | Städtisches Wohnhaus Im Hof Marmorrelief mit einer Darstellung von Kaiser Leopold I. | KG: Meran Bauparzelle: 25                                                                            |
| ja   | Datei hochladen | Lauben 111-117 ID: 15994                                                  | Lauben 111-117 46° 40′ 17″ N, 11° 9′ 47″ O                | 20. Juni 1980 (BLR-LAB 3049) | Jöchlerhaus, Städtisches Wohnhaus | KG: Meran Bauparzelle: 193/1                                                                         |
| ja   | Datei hochladen | Lauben 119-125 ID: 18066                                                  | Lauben 119-125 46° 40′ 17″ N, 11° 9′ 47″ O                | 20. Juni 1980 (BLR-LAB 3049) | Desallahaus, Städtisches Wohnhaus | KG: Meran Bauparzelle: 1456                                                                          |
| ja   | Datei hochladen | Lauben 127-135 ID: 50562                                                  | Lauben 127-135 46° 40′ 17″ N, 11° 9′ 46″ O                | 3. Dez. 2012 (BLR-LAB 1803)  | Städtisches Wohnhaus | KG: Meran Bauparzelle: 190/1, 190/2                                                                  |
| ja   | Datei hochladen | Lauben 157-161 ID: 15993                                                  | Lauben 157-161 46° 40′ 17″ N, 11° 9′ 45″ O                | 16. Apr. 1951 (MD)           | Städtisches Wohnhaus | KG: Meran Bauparzelle: 184                                                                           |
| ja   | Datei hochladen | Lauben 163-165 ID: 15992                                                  | Lauben 163-165 46° 40′ 17″ N, 11° 9′ 44″ O                | 20. Juni 1980 (BLR-LAB 3049) | Hallerhaus Städtisches Wohnhaus, Sitz von Kunst Meran | KG: Meran Bauparzelle: 183                                                                           |
| ja   | Datei hochladen | Lauben 185-187, 193 ID: 15989                                             | Lauben 185-187, 193 46° 40′ 18″ N, 11° 9′ 42″ O           | 20. Juni 1980 (BLR-LAB 3049) | Städtisches Wohnhaus | KG: Meran Bauparzelle: 173                                                                           |
| ja   | Datei hochladen | Lauben 203-207 ID: 15988                                                  | Lauben 203-207 46° 40′ 18″ N, 11° 9′ 41″ O                | 20. Juni 1980 (BLR-LAB 3049) | Städtisches Wohnhaus | KG: Meran Bauparzelle: 169/2                                                                         |
| ja   | Datei hochladen | Lauben 218-234 ID: 15967                                                  | Lauben 218-234 46° 40′ 19″ N, 11° 9′ 40″ O                | 20. Juni 1980 (BLR-LAB 3049) | Städtisches Wohnhaus | KG: Meran Bauparzelle: 47                                                                            |
| ja   | Datei hochladen | Lauben 221-223 ID: 15987                                                  | Lauben 221-223 46° 40′ 18″ N, 11° 9′ 40″ O                | 20. Juni 1980 (BLR-LAB 3049) | Städtisches Wohnhaus | KG: Meran Bauparzelle: 158                                                                           |
| ja   | Datei hochladen | Lauben 225-229 ID: 15986                                                  | Lauben 225-229 46° 40′ 18″ N, 11° 9′ 39″ O                | 20. Juni 1980 (BLR-LAB 3049) | Seibstockhaus, Städtisches Wohnhaus | KG: Meran Bauparzelle: 157/1                                                                         |
| ja   | Datei hochladen | Lauben 248-252 (Vintler) ID: 15968                                        | Lauben 248-252 46° 40′ 19″ N, 11° 9′ 39″ O                | 20. Juni 1980 (BLR-LAB 3049) | Städtisches Wohnhaus | KG: Meran Bauparzelle: 52                                                                            |
| ja   | Datei hochladen | Lauben 261-277 ID: 15985                                                  | Lauben 261-277 46° 40′ 18″ N, 11° 9′ 38″ O                | 20. Juni 1980 (BLR-LAB 3049) | Städtisches Wohnhaus | KG: Meran Bauparzelle: 155/1                                                                         |
| ja   | Datei hochladen | Lauben 274-280 ID: 15969                                                  | Lauben 274-280 46° 40′ 20″ N, 11° 9′ 37″ O                | 20. Juni 1980 (BLR-LAB 3049) | Städtisches Wohnhaus | KG: Meran Bauparzelle: 58                                                                            |
| ja   | Datei hochladen | Lauben 313-319 ID: 15984                                                  | Lauben 313-319 46° 40′ 19″ N, 11° 9′ 37″ O                | 20. Juni 1980 (BLR-LAB 3049) | Städtisches Wohnhaus | KG: Meran Bauparzelle: 152/1                                                                         |
| ja   | Datei hochladen | Lauben 341-359 ID: 15983                                                  | Lauben 341-359 46° 40′ 19″ N, 11° 9′ 36″ O                | 20. Juni 1980 (BLR-LAB 3049) | Koflerhaus, Städtisches Wohnhaus | KG: Meran Bauparzelle: 145/1                                                                         |
| ja   | Datei hochladen | Leonardo-da-Vinci-Straße 1 ID: 16001                                      | Leonardo-da-Vinci-Straße 1 46° 40′ 14″ N, 11° 9′ 53″ O    | 20. Juni 1980 (BLR-LAB 3049) | Sigmund Städtisches Wohnhaus | KG: Meran Bauparzelle: 221                                                                           |
| ja   | Datei hochladen | Leonardo-da-Vinci-Straße 5 ID: 15999                                      | Leonardo-da-Vinci-Straße 5 46° 40′ 14″ N, 11° 9′ 53″ O    | 20. Juni 1980 (BLR-LAB 3049) | Städtisches Wohnhaus | KG: Meran Bauparzelle: 219                                                                           |
| ja   | Datei hochladen | Leonardo-da-Vinci-Straße 26 ID: 16005                                     | Leonardo-da-Vinci-Straße 26 46° 40′ 15″ N, 11° 9′ 54″ O   | 18. Apr. 1995 (BLR-LAB 1898) | Gesellenhaus Städtisches Wohnhaus | KG: Meran Bauparzelle: 1450, 256                                                                     |
| ja   | Datei hochladen | Maria-Trost-Kirche mit Friedhofskapelle ID: 15893                         | 46° 39′ 46″ N, 11° 9′ 48″ O                               | 20. Juni 1980 (BLR-LAB 3050) | Kirche | KG: Mais Bauparzelle: 177/2, 179                                                                     |
| ja   | Datei hochladen | Mariensäule am Sandplatz ID: 16053                                        | 46° 40′ 12″ N, 11° 9′ 55″ O                               | 20. Juni 1980 (BLR-LAB 3049) | Denkmal | KG: Meran Grundparzelle: 404/1                                                                       |
| ja   | Datei hochladen | Maur ID: 15896                                                            | Cavourstraße 4 46° 40′ 3″ N, 11° 9′ 58″ O                 | 16. Jan. 1957 (MD)           | Ansitz Projektant Karl Moeser 1876, Umbau eines bestehenden Hofes Tarneller-Nr. 1511 | KG: Mais Bauparzelle: 184                                                                            |
| ja   | Datei hochladen | Meinhardstraße 186-192 ID: 50434                                          | Meinhardstraße 186-192 46° 40′ 29″ N, 11° 8′ 59″ O        | 6. März 2006 (BLR-LAB 740)   | Englischer Hof Städtisches Wohnhaus 1906 | KG: Meran Bauparzelle: 622                                                                           |
| ja   | Datei hochladen | Moserhaus ID: 50604                                                       | Freiheitsstraße 132 46° 40′ 15″ N, 11° 9′ 41″ O           | 18. Juli 2017 (BLR-LAB 784)  | dreiachsiges, dreigeschoßiges Gebäude, entworfen von Architekt Möser, erbaut ab 1873 | KG: Meran Bauparzelle: 293/2                                                                         |
| ja   | Datei hochladen | Neuhauser ID: 15905                                                       | Etschmanngasse 46° 39′ 36″ N, 11° 9′ 40″ O                | 11. Feb. 1991 (BLR-LAB 539)  | Paarhof Tarneller-Nr. 1562 | KG: Mais Bauparzelle: 226                                                                            |
| ja   | Datei hochladen | Otto-Huber-Straße 1 ID: 16027                                             | Otto-Huber-Straße 1 46° 40′ 11″ N, 11° 9′ 21″ O           | 30. März 1981 (BLR-LAB 1640) | Villa Plant Cölestin Recla 1888 | KG: Meran Bauparzelle: 414                                                                           |
| ja   | Datei hochladen | Palace-Hotel ID: 15946                                                    | Cavourstraße 2 46° 40′ 3″ N, 11° 9′ 55″ O                 | 30. März 1981 (BLR-LAB 1641) | Hotel Pietro Delugan 1905 | KG: Mais Bauparzelle: 760                                                                            |
| ja   | Datei hochladen | Passeirer Gasse 2-4 ID: 16011                                             | Passeiergasse 2-4 46° 40′ 16″ N, 11° 10′ 0″ O             | 20. Juni 1980 (BLR-LAB 3049) | Wienerhaus Städtisches Wohnhaus | KG: Meran Bauparzelle: 297                                                                           |
| ja   | Datei hochladen | Passeirer Tor ID: 16014                                                   | 46° 40′ 16″ N, 11° 10′ 6″ O                               | 20. Juni 1980 (BLR-LAB 3049) | Befestigungsanlagen | KG: Meran Bauparzelle: 307                                                                           |
| ja   | Datei hochladen | Passerpromenade 62-76 ID: 15980                                           | Passerpromenade 62-76 46° 40′ 12″ N, 11° 9′ 30″ O         | 30. März 1981 (BLR-LAB 1640) | Villa Schönblick | KG: Meran Bauparzelle: 122/2                                                                         |
| ja   | Datei hochladen | Passerschlößl ID: 16026                                                   | Zenobergstraße 5 46° 40′ 17″ N, 11° 10′ 6″ O              | 30. März 1981 (BLR-LAB 1640) | Villa/Sommerfrischhaus Projektant Karl Moeser 1878 | KG: Meran Bauparzelle: 412                                                                           |
| ja   | Datei hochladen | Pension Alhambra ID: 15915                                                | Fluggigasse 12 46° 39′ 58″ N, 11° 10′ 24″ O               | 12. Okt. 1987 (BLR-LAB 6187) | Villa/Sommerfrischhaus | KG: Mais Bauparzelle: 410                                                                            |
| ja   | Datei hochladen | Pension Pitscheider ID: 15895                                             | Winkelweg 4 46° 40′ 5″ N, 11° 10′ 6″ O                    | 30. März 1981 (BLR-LAB 1641) | Ehemals Villa Hellbrunn Johann Pittoni 1914 | KG: Mais Bauparzelle: 182/10, 3220                                                                   |
| ja   | Datei hochladen | Pfarrkirche St. Georg in Obermais ID: 15872                               | 46° 40′ 11″ N, 11° 10′ 11″ O                              | 20. Juni 1980 (BLR-LAB 3050) | Kirche | KG: Mais Bauparzelle: 39                                                                             |
| ja   | Datei hochladen | Pfarrkirche St. Nikolaus ID: 15957                                        | 46° 40′ 17″ N, 11° 9′ 54″ O                               | 20. Juni 1980 (BLR-LAB 3049) | Kirche | KG: Meran Bauparzelle: 1, 2                                                                          |
| ja   | Datei hochladen | Pfarrkirche St. Vigil mit Friedhofskapelle in Untermais ID: 15901         | 46° 39′ 41″ N, 11° 9′ 41″ O                               | 20. Juni 1980 (BLR-LAB 3050) | Kirche | KG: Mais Bauparzelle: 214, 215                                                                       |
| ja   | Datei hochladen | Pfarrplatz 7 ID: 16010                                                    | Pfarrplatz 7 46° 40′ 17″ N, 11° 9′ 58″ O                  | 20. Juni 1980 (BLR-LAB 3049) | Zanettahaus Städtisches Wohnhaus | KG: Meran Bauparzelle: 296                                                                           |
| ja   | Datei hochladen | Pfarrplatz 13-14 ID: 16007                                                | Pfarrplatz 13-14 46° 40′ 17″ N, 11° 9′ 56″ O              | 20. Juni 1980 (BLR-LAB 3049) | Pitschenbuschen Städtisches Wohnhaus | KG: Meran Bauparzelle: 265                                                                           |
| ja   | Datei hochladen | Pfarrplatz 21-23 ID: 16006                                                | Pfarrplatz 21-23 46° 40′ 16″ N, 11° 9′ 55″ O              | 4. Juli 1988 (BLR-LAB 4177)  | Raffl Städtisches Wohnhaus | KG: Meran Bauparzelle: 1413, 263                                                                     |
| ja   | Datei hochladen | Pfarrwidum ID: 16016                                                      | 46° 40′ 18″ N, 11° 9′ 58″ O                               | 20. Juni 1980 (BLR-LAB 3049) | Widum/Kanonikerhaus | KG: Meran Bauparzelle: 311                                                                           |
| ja   | Datei hochladen | Pfarrwidum in Obermais ID: 15871                                          | St.-Georgen-Straße 2-4 46° 40′ 11″ N, 11° 10′ 9″ O        | 30. März 1981 (BLR-LAB 1641) | Widum/Kanonikerhaus Anton Pardatscher 1913 | KG: Mais Bauparzelle: 38                                                                             |
| ja   | Datei hochladen | Pfarrwidum in Untermais ID: 15900                                         | 46° 39′ 46″ N, 11° 9′ 44″ O                               | 20. Juni 1980 (BLR-LAB 3050) | Widum/Kanonikerhaus | KG: Mais Bauparzelle: 199/2                                                                          |
| ja   | Datei hochladen | Pflanzenstein ID: 15864                                                   | 46° 40′ 35″ N, 11° 10′ 41″ O                              | 20. Juni 1980 (BLR-LAB 3050) | Ansitz Tarneller-Nr. 1480 | KG: Mais Bauparzelle: 5/1, 5/2                                                                       |
| ja   | Datei hochladen | Pienzenau ID: 15883                                                       | Pienzenauweg 2 46° 39′ 49″ N, 11° 10′ 52″ O               | 20. Juni 1980 (BLR-LAB 3050) | Ansitz Tarneller-Nr. 1460 | KG: Mais Bauparzelle: 85/3                                                                           |
| ja   | Datei hochladen | Plankenstein ID: 15949                                                    | Cavourstraße 31-43 46° 40′ 6″ N, 11° 9′ 56″ O             | 30. März 1981 (BLR-LAB 1641) | Städtisches Wohnhaus Projektant Pietro Delugan 1906/07 | KG: Mais Bauparzelle: 797, 798, 799, 800, 801, 802, 803                                              |
| ja   | Datei hochladen | Planta ID: 15865                                                          | 46° 40′ 22″ N, 11° 10′ 49″ O                              | 17. Jan. 1951 (MD)           | Burganlage Tarneller-Nr. 1477 | KG: Mais Bauparzelle: 11                                                                             |
| ja   | Datei hochladen | Posch ID: 15892                                                           | 46° 39′ 44″ N, 11° 9′ 54″ O                               | 20. Juni 1980 (BLR-LAB 3050) | Ländliches Wohnhaus/Bauernhof Tarneller-Nr. 1521 | KG: Mais Bauparzelle: 174/1                                                                          |
| ja   | Datei hochladen | Postbrücke ID: 18065                                                      | 46° 40′ 11″ N, 11° 9′ 51″ O                               |                              | Brücke | KG: Meran Grundparzelle: 439                                                                         |
| ja   | Datei hochladen | Postgasse 7-11 ID: 50322                                                  | Leonardo-da-Vinci-Straße 7-11 46° 40′ 15″ N, 11° 9′ 52″ O | 4. März 2002 (BLR-LAB 656)   | Städtisches Wohnhaus Die Postgasse heißt inzwischen Leonardo-da-Vinci-Straße | KG: Meran Bauparzelle: 214                                                                           |
| ja   | Datei hochladen | Postgebäude ID: 50462                                                     | Romstraße 1 46° 40′ 9″ N, 11° 9′ 49″ O                    | 21. Mai 2007 (BLR-LAB 1685)  | Verwaltungsbau Projektant Friedrich Ohmann 1913 | KG: Meran Bauparzelle: 569                                                                           |
| BW   | Datei hochladen | Praderhof ID: 15922                                                       | Ifingerstraße 6 46° 40′ 3″ N, 11° 10′ 56″ O               | 30. März 1981 (BLR-LAB 1641) | Villa/Sommerfrischhaus Projektant Karl Moeser 1886 | KG: Mais Bauparzelle: 437                                                                            |
| ja   | Datei hochladen | Pulverturm ID: 16015                                                      | 46° 40′ 18″ N, 11° 10′ 4″ O                               | 20. Juni 1980 (BLR-LAB 3049) | Bergfried der Burg Ortenstein | KG: Meran Bauparzelle: 308                                                                           |
| ja   | Datei hochladen | Raiffeisenkasse Obermais ID: 15875                                        | 46° 40′ 9″ N, 11° 10′ 25″ O                               | 9. Juni 2008 (BLR-LAB 1965)  | Städtisches Wohnhaus | KG: Mais Bauparzelle: 52/1, 52/2, 53/1                                                               |
| ja   | Datei hochladen | Raiffeisensaal Untermais ID: 50316                                        | 46° 39′ 41″ N, 11° 9′ 40″ O                               | 21. Jan. 2002 (BLR-LAB 166)  | Priesterseminar | KG: Mais Bauparzelle: 216/3                                                                          |
| ja   | Datei hochladen | Rametz ID: 15884                                                          | Labersstraße 4 46° 40′ 2″ N, 11° 11′ 9″ O                 | 17. Jan. 1951 (MD)           | Burg/Schloss Tarneller-Nr. 1485 | KG: Mais Bauparzelle: 96                                                                             |
| ja   | Datei hochladen | Reichenbach ID: 15877                                                     | 46° 40′ 9″ N, 11° 10′ 30″ O                               | 17. Jan. 1951 (MD)           | Ansitz, 1854 im Besitz von Franz Tappeiner Tarneller-Nr. 1427 | KG: Mais Bauparzelle: 58/1, 58/2                                                                     |
| ja   | Datei hochladen | Rennweg 46-54 ID: 15982                                                   | Rennweg 46-54 46° 40′ 19″ N, 11° 9′ 35″ O                 | 21. Sep. 1987 (BLR-LAB 5684) | Gritschhaus Städtisches Wohnhaus | KG: Meran Bauparzelle: 143                                                                           |
| ja   | Datei hochladen | Rennweg 79 ID: 50158                                                      | Rennweg 79 46° 40′ 22″ N, 11° 9′ 33″ O                    | 25. Okt. 1993 (BLR-LAB 6577) | Städtisches Wohnhaus | KG: Meran Bauparzelle: 93                                                                            |
| ja   | Datei hochladen | Rennweg 104-112 ID: 15971                                                 | Rennweg 104-112 46° 40′ 24″ N, 11° 9′ 36″ O               | 29. Juli 1985 (BLR-LAB 3711) | Das Haus Ranacher wurde abgerissen und an der Stelle das heutige Haus Hilpold errichtet. Die Inschrift "Hier stand das Gefängnis - Andreas Hofer - Sandwirt aus Passeier - 1809" bezieht sich auf den Vorgängerbau. Städtisches Wohnhaus | KG: Meran Bauparzelle: 73                                                                            |
| ja   | Datei hochladen | Rennweg 111-151 ID: 15976                                                 | Rennweg 111-151 46° 40′ 24″ N, 11° 9′ 34″ O               | 30. März 1981 (BLR-LAB 1640) | Das ursprüngliche Graf Hendl'sche Haus wurde 1910 abgerissen und das Hofelehaus an gleicher Stelle 1912 errichtet. Städtisches Wohnhaus | KG: Meran Bauparzelle: 84/2                                                                          |
| ja   | Datei hochladen | Rennweg 122-126 ID: 15972                                                 | Rennweg 122-126 46° 40′ 25″ N, 11° 9′ 35″ O               | 20. Juni 1980 (BLR-LAB 3049) | Städtisches Wohnhaus Geburtshaus von Erich Wasmann | KG: Meran Bauparzelle: 77                                                                            |
| ja   | Datei hochladen | Rolandin ID: 15870                                                        | 46° 40′ 17″ N, 11° 10′ 20″ O                              | 17. Jan. 1951 (MD)           | Ansitz | KG: Mais Bauparzelle: 34/1                                                                           |
| ja   | Datei hochladen | Romstraße 89-93 ID: 15891                                                 | Romstraße 89-93 46° 39′ 43″ N, 11° 9′ 52″ O               | 20. Juni 1980 (BLR-LAB 3050) | Ländliches Wohnhaus/Bauernhof Noggler-Bäck | KG: Mais Bauparzelle: 173/1                                                                          |
| ja   | Datei hochladen | Romstraße 214 ID: 15906                                                   | Romstraße 214 46° 39′ 36″ N, 11° 9′ 54″ O                 | 20. Juni 1980 (BLR-LAB 3050) | Gasthaus Oberwirt | KG: Mais Bauparzelle: 241/1                                                                          |
| ja   | Datei hochladen | Rosenstein ID: 15868                                                      | 46° 40′ 11″ N, 11° 10′ 28″ O                              | 17. Jan. 1951 (MD)           | Ansitz Tarneller-Nr. 1422 | KG: Mais Bauparzelle: 27                                                                             |
| ja   | Datei hochladen | Rottenstein ID: 15867                                                     | 46° 40′ 14″ N, 11° 10′ 34″ O                              | 17. Jan. 1951 (MD)           | Ansitz 1863 erwarb Karl Ludwig von Österreich den Ansitz | KG: Mais Bauparzelle: 26                                                                             |
| ja   | Datei hochladen | Rubein ID: 15880                                                          | Christomannosstraße 38 46° 39′ 56″ N, 11° 10′ 44″ O       | 17. Jan. 1951 (MD)           | Burganlage | KG: Mais Bauparzelle: 71                                                                             |
| ja   | Datei hochladen | Rundegg ID: 15866                                                         | Schennastraße 2 46° 40′ 11″ N, 11° 10′ 33″ O              | 17. Jan. 1951 (MD)           | Burg/Schloss Tarneller-Nr. 1425 | KG: Mais Bauparzelle: 25/1, 25/2, 25/3, 25/4, 25/5                                                   |
| ja   | Datei hochladen | Sägewerk Metzner ID: 50393                                                | 46° 40′ 16″ N, 11° 12′ 6″ O                               | 7. März 2005 (BLR-LAB 647)   | Sägewerk | KG: Mais Bauparzelle: 486                                                                            |
| ja   | Datei hochladen | Salgart mit Garten ID: 15951                                              | Schallhofweg 2 46° 39′ 39″ N, 11° 10′ 17″ O               | 21. Sep. 1987 (BLR-LAB 5864) | Ländliches Wohnhaus/Bauernhof | KG: Mais Bauparzelle: 806 Grundparzelle: 1241/1                                                      |
| ja   | Datei hochladen | Santer Klause ID: 16012                                                   | 46° 40′ 15″ N, 11° 10′ 4″ O                               | 16. Feb. 1987 (BLR-LAB 603)  | Gasthaus | KG: Meran Bauparzelle: 304, 305                                                                      |
| ja   | Datei hochladen | Schafferstraße 30 ID: 15936                                               | Schafferstraße 30 46° 39′ 52″ N, 11° 10′ 4″ O             | 30. März 1981 (BLR-LAB 1641) | Villa Sessler Projektant Tobias Brenner 1897 | KG: Mais Bauparzelle: 585                                                                            |
| ja   | Datei hochladen | Schafferstraße 64 ID: 50336                                               | Schafferstraße 64 46° 39′ 58″ N, 11° 10′ 18″ O            | 22. Jan. 2001 (BLR-LAB 142)  | Sanatorium Bermann Adam Diez und Hans Hoffmann 1909 | KG: Mais Bauparzelle: 852                                                                            |
| ja   | Datei hochladen | Schiedsrichterhaus am Tenniszentrum Meran ID: 50472                       | Piavestraße 46 46° 39′ 48″ N, 11° 9′ 26″ O                | 28. Jan. 2008 (BLR-LAB 205)  | Städtisches Wohnhaus | KG: Mais Bauparzelle: 1452                                                                           |
| ja   | Datei hochladen | Sparkassenstraße 19-29 ID: 15990                                          | Sparkassenstraße 19-29 46° 40′ 17″ N, 11° 9′ 42″ O        | 29. Juli 1985 (BLR-LAB 3711) | Baumgartnerhaus Städtisches Wohnhaus Karl Moeser 1887 | KG: Meran Bauparzelle: 176                                                                           |
| ja   | Datei hochladen | Sparkassenstraße 20-28 ID: 15991                                          | Sparkassenstraße 20-28 46° 40′ 17″ N, 11° 9′ 43″ O        | 30. März 1981 (BLR-LAB 1640) | Städtisches Wohnhaus | KG: Meran Bauparzelle: 179, 180                                                                      |
| ja   | Datei hochladen | Spatzenturm ID: 15973                                                     | Verdistraße 10 46° 40′ 29″ N, 11° 9′ 34″ O                | 20. Juni 1980 (BLR-LAB 3049) | Spätmittelalterlicher Turmbau | KG: Meran Bauparzelle: 80/3                                                                          |
| ja   | Datei hochladen | Speckbacherstraße 11-13 ID: 16047                                         | Speckbacherstraße 11-13 46° 40′ 8″ N, 11° 9′ 4″ O         | 30. März 1981 (BLR-LAB 1640) | Doppelvilla Emilie und Josefine Projektant Pietro Delugan 1900 | KG: Meran Bauparzelle: 492, 493                                                                      |
| ja   | Datei hochladen | Spitalkirche zum Heiligen Geist ID: 15897                                 | 46° 40′ 8″ N, 11° 9′ 50″ O                                | 17. Aug. 1949 (MD)           | Kirche | KG: Mais Bauparzelle: 188/4                                                                          |
| ja   | Datei hochladen | Sportplatz "Giampiero Combi" ID: 50516                                    | 46° 40′ 8″ N, 11° 8′ 51″ O                                | 12. Jan. 2009 (BLR-LAB 5)    | Sportplatz | KG: Meran Bauparzelle: 788                                                                           |
| ja   | Datei hochladen | St. Barbara ID: 18063                                                     | 46° 40′ 18″ N, 11° 9′ 56″ O                               | 20. Juni 1980 (BLR-LAB 3049) | Kapelle | KG: Meran Bauparzelle: 1, 2                                                                          |
| ja   | Datei hochladen | St. Leonhard ID: 16019                                                    | 46° 40′ 31″ N, 11° 9′ 15″ O                               | 20. Juni 1980 (BLR-LAB 3049) | Kirche | KG: Meran Bauparzelle: 328/2                                                                         |
| ja   | Datei hochladen | St. Magdalena ID: 15863                                                   | 46° 41′ 25″ N, 11° 8′ 29″ O                               | 20. Juni 1980 (BLR-LAB 3050) | Kirche | KG: Gratsch Bauparzelle: 28                                                                          |
| ja   | Datei hochladen | St. Valentin ID: 15887                                                    | 46° 39′ 53″ N, 11° 11′ 17″ O                              | 20. Juni 1980 (BLR-LAB 3050) | Kirche | KG: Mais Bauparzelle: 120                                                                            |
| ja   | Datei hochladen | St.-Georgen-Straße 26-28 ID: 15933                                        | St.-Georgen-Straße 26-28 46° 40′ 15″ N, 11° 10′ 15″ O     | 12. Okt. 1987 (BLR-LAB 6187) | Villa Tirolerhaus Projektant Musch & Lun 1896 | KG: Mais Bauparzelle: 563                                                                            |
| ja   | Datei hochladen | St.-Valentin-Straße 53 ID: 15944                                          | St.-Valentin-Straße 53 46° 39′ 42″ N, 11° 11′ 4″ O        | 30. März 1981 (BLR-LAB 1641) | Villa Quinta Funchal | KG: Mais Bauparzelle: 676                                                                            |
| ja   | Datei hochladen | Stadtgymnasium ID: 15979                                                  | 46° 40′ 16″ N, 11° 9′ 33″ O                               | 30. März 1981 (BLR-LAB 1640) | Schule | KG: Meran Bauparzelle: 112, 113, 115/1, 115/2, 1364                                                  |
| ja   | Datei hochladen | Stadttheater ID: 16046                                                    | 46° 40′ 14″ N, 11° 9′ 35″ O                               | 20. Juni 1980 (BLR-LAB 3049) | Theater Martin Dülfer 1899 | KG: Meran Bauparzelle: 490                                                                           |
| ja   | Datei hochladen | Steinachheim mit Garten ID: 16017                                         | 46° 40′ 18″ N, 11° 9′ 57″ O                               | 16. Apr. 1951 (MD)           | Ansitz Palais Mamming, seit April 2015 Sitz des „Palais Mamming Museums“ | KG: Meran Bauparzelle: 312 Grundparzelle: 145, 206                                                   |
| ja   | Datei hochladen | Steinerner Steg ID: 16054                                                 | 46° 40′ 18″ N, 11° 10′ 9″ O                               | 20. Juni 1980 (BLR-LAB 3049) | Brücke | KG: Meran Bauparzelle: 420                                                                           |
| ja   | Datei hochladen | Stifterhof ID: 15955                                                      | 46° 40′ 9″ N, 11° 11′ 4″ O                                | 15. Sep. 1980 (BLR-LAB 5261) | Villa/Sommerfrischhaus Baujahr 1911 Bauherr Georg von Ompteda Architekt Adalbert Erlebach | KG: Mais Bauparzelle: 913                                                                            |
| ja   | Datei hochladen | Suppanturm ID: 15904                                                      | 46° 39′ 38″ N, 11° 9′ 45″ O                               | 16. Apr. 1951 (MD)           | Burg/Schloss Tarneller-Nr. 1564 | KG: Mais Bauparzelle: 225                                                                            |
| ja   | Datei hochladen | Synagoge ID: 15940                                                        | Schillerstraße 14 46° 40′ 6″ N, 11° 9′ 27″ O              | 21. Sep. 1987 (BLR-LAB 5864) | Synagoge | KG: Mais Bauparzelle: 660                                                                            |
| ja   | Datei hochladen | Tappeiner-Schlössl ID: 18166                                              | Galileistraße 54 46° 40′ 27″ N, 11° 9′ 40″ O              | 6. März 1995 (BLR-LAB 1065)  | Villa/Sommerfrischhaus Johann Pittoni 1913 | KG: Meran Bauparzelle: 576 Grundparzelle: 242/10, 242/12                                             |
| ja   | Datei hochladen | Thurnerhof ID: 50309                                                      | 46° 39′ 28″ N, 11° 10′ 31″ O                              | 15. Dez. 2003 (BLR-LAB 4633) | Ländliches Wohnhaus/Bauernhof Tarneller-Nr. 1570 | KG: Mais Bauparzelle: 157                                                                            |
| ja   | Datei hochladen | Tierburg ID: 15899                                                        | 46° 40′ 1″ N, 11° 9′ 45″ O                                | 20. Juni 1980 (BLR-LAB 3050) | Ansitz, auch Angerheim oder Lichtenthurn genannt | KG: Mais Bauparzelle: 194/1                                                                          |
| ja   | Datei hochladen | Tiergarten ID: 15898                                                      | 46° 40′ 1″ N, 11° 9′ 43″ O                                | 16. Apr. 1951 (MD)           | Ansitz | KG: Mais Bauparzelle: 193/1, 193/2, 193/3, 193/4                                                     |
| ja   | Datei hochladen | Trambahnremise ID: 18064                                                  | 46° 40′ 15″ N, 11° 8′ 50″ O                               | 15. Okt. 2024 (BLR-LAB 864)  | ehemalige Remise der Straßenbahn Meran | KG: Meran Bauparzelle: 1136                                                                          |
| ja   | Datei hochladen | Trauttmansdorff mit Kapelle ID: 15889                                     | 46° 39′ 39″ N, 11° 11′ 7″ O                               | 20. Juni 1980 (BLR-LAB 3050) | Burg/Schloss Tarneller-Nr. 1507 | KG: Mais Bauparzelle: 124, 125                                                                       |
| ja   | Datei hochladen | Ultenhof ID: 15941                                                        | Winkelweg 71 46° 39′ 48″ N, 11° 10′ 31″ O                 | 30. März 1981 (BLR-LAB 1641) | Projektant Musch & Lun 1899 Bauherr Armand von Dumreicher | KG: Mais Bauparzelle: 668                                                                            |
| ja   | Datei hochladen | Villa Anna ID: 16038                                                      | Carduccistraße 83 46° 40′ 11″ N, 11° 9′ 7″ O              | 30. März 1981 (BLR-LAB 1640) | Villa/Sommerfrischhaus Projektant Musch & Lun 1897 | KG: Meran Bauparzelle: 458                                                                           |
| ja   | Datei hochladen | Villa Arminius ID: 15938                                                  | Maiastraße 10 46° 39′ 55″ N, 11° 9′ 46″ O                 | 30. März 1981 (BLR-LAB 1641) | Villa/Sommerfrischhaus Projektanten Pietro Delugan und Joseph Mattmann 1897 | KG: Mais Bauparzelle: 601                                                                            |
| ja   | Datei hochladen | Villa Auffinger ID: 16045                                                 | Freiheitsstraße 141 46° 40′ 15″ N, 11° 9′ 14″ O           | 30. März 1981 (BLR-LAB 1640) | Villa/Sommerfrischhaus Projektant Musch & Lun 1898 | KG: Meran Bauparzelle: 668                                                                           |
| ja   | Datei hochladen | Villa Belsit ID: 50560                                                    | Franz-Pendl-Straße 2 46° 40′ 28″ N, 11° 9′ 22″ O          | 29. Okt. 2012 (BLR-LAB 1596) | Ehemals Villa Koegl Projektant Vaja Gruber 1898 | KG: Meran Bauparzelle: 475                                                                           |
| ja   | Datei hochladen | Villa Belvedere ID: 50331                                                 | Passerpromenade 104 46° 40′ 6″ N, 11° 9′ 2″ O             | 24. Sep. 2001 (BLR-LAB 3368) | Villa/Sommerfrischhaus Projektant Josef Giovannini 1897 | KG: Meran Bauparzelle: 403 Grundparzelle: 288/11                                                     |
| ja   | Datei hochladen | Villa Berghalde mit Park ID: 15914                                        | St.-Georgen-Straße 36 46° 40′ 16″ N, 11° 10′ 23″ O        | 21. Apr. 1978 (BLR-LAB 2636) | Villa/Sommerfrischhaus | KG: Mais Bauparzelle: 609/1                                                                          |
| ja   | Datei hochladen | Villa Burgund ID: 15939                                                   | Manzonistraße 43 46° 40′ 9″ N, 11° 9′ 27″ O               | 30. März 1981 (BLR-LAB 1641) | Villa, Projektant Heinrich Fricke 1896 | KG: Mais Bauparzelle: 609/1                                                                          |
| ja   | Datei hochladen | Villa Carl von Liebe ID: 50427                                            | Verdistraße 64 46° 40′ 51″ N, 11° 9′ 18″ O                | 24. Okt. 2005 (BLR-LAB 3950) | Villa/Sommerfrischhaus Projektant Musch & Lun 1904/05 | KG: Meran Bauparzelle: 526                                                                           |
| ja   | Datei hochladen | Villa Cedri mit Park ID: 50328                                            | 46° 39′ 56″ N, 11° 10′ 33″ O                              | 2. Sep. 1996 (BLR-LAB 4115)  | Ländliches Wohnhaus/Bauernhof | KG: Mais Bauparzelle: 518 Grundparzelle: 377/2                                                       |
| ja   | Datei hochladen | Villa Danica ID: 15911                                                    | Schennastraße 28 46° 40′ 5″ N, 11° 10′ 45″ O              | 30. März 1981 (BLR-LAB 1641) | Villa/Sommerfrischhaus Villa Eulenhorst (1882–1891), Villa Pauline (1891–1956), Villa Danica (1956 - ?), Villa Hoffmann (aktuell, 2012) Projektant Franz Lewy Hoffmann 1881 | KG: Mais Bauparzelle: 356                                                                            |
| ja   | Datei hochladen | Villa Eden mit Park ID: 15920                                             | Christomannosstraße 12 46° 40′ 1″ N, 11° 10′ 30″ O        | 21. Sep. 1987 (BLR-LAB 5864) | Villa Teutonia, Villa Hygia, Villa Eden Projektant Musch & Lun 1887 | KG: Mais Bauparzelle: 434 Grundparzelle: 488                                                         |
| ja   | Datei hochladen | Villa Ekkehard ID: 16048                                                  | Speckbacherstraße 7 46° 40′ 9″ N, 11° 9′ 5″ O             | 29. Juli 1985 (BLR-LAB 3711) | Villa/Sommerfrischhaus Projektant Pietro Delugan 1901 | KG: Meran Bauparzelle: 494                                                                           |
| ja   | Datei hochladen | Villa Erhard ID: 15942                                                    | Winkelweg 69 46° 39′ 49″ N, 11° 10′ 29″ O                 | 30. März 1981 (BLR-LAB 1641) | Villa/Sommerfrischhaus Projektant Emanuel Seidel 1900 | KG: Mais Bauparzelle: 673                                                                            |
| ja   | Datei hochladen | Villa Freiberg ID: 15937                                                  | Dantestraße 57-59 46° 39′ 49″ N, 11° 10′ 41″ O            | 30. März 1981 (BLR-LAB 1641) | Villa/Sommerfrischhaus Hans Buch 1897 | KG: Mais Bauparzelle: 590                                                                            |
| ja   | Datei hochladen | Villa Freischütz mit Garten ID: 15953                                     | Priamiweg 7 46° 40′ 19″ N, 11° 10′ 37″ O                  | 9. Feb. 1987 (BLR-LAB 477)   | Villa/Sommerfrischhaus Projektant Christian Städler 1910 | KG: Mais Bauparzelle: 845 Grundparzelle: 144                                                         |
| ja   | Datei hochladen | Villa Gisela ID: 18178                                                    | Dantestraße 72 46° 39′ 49″ N, 11° 10′ 39″ O               | 18. März 1996 (BLR-LAB 1073) | Villa Ritter | KG: Mais Bauparzelle: 924                                                                            |
| ja   | Datei hochladen | Villa Habsburg ID: 16040                                                  | Passerpromenade 98 46° 40′ 8″ N, 11° 9′ 6″ O              | 30. März 1981 (BLR-LAB 1640) | Villa/Sommerfrischhaus Projektant Johann B. Deininger 1897 | KG: Meran Bauparzelle: 464                                                                           |
| ja   | Datei hochladen | Villa Helvetia ID: 15928                                                  | Schafferstraße 17 46° 39′ 54″ N, 11° 10′ 2″ O             | 30. März 1981 (BLR-LAB 1641) | Villa/Sommerfrischhaus Projektant Pietro Delugan 1894 | KG: Mais Bauparzelle: 538                                                                            |
| ja   | Datei hochladen | Villa Hermannsburg ID: 50537                                              | Otto-Huber-Straße 33-35 46° 40′ 33″ N, 11° 9′ 26″ O       | 3. Mai 2010 (BLR-LAB 736)    | Villa/Sommerfrischhaus Projektant Dietz & Hoffmann 1909 | KG: Meran Bauparzelle: 519                                                                           |
| ja   | Datei hochladen | Villa Hochrain ID: 15956                                                  | Rittensteingasse 1 46° 39′ 59″ N, 11° 10′ 34″ O           | 30. März 1981 (BLR-LAB 1641) | Villa/Sommerfrischhaus Projektant Eduard Hofele 1912 | KG: Mais Bauparzelle: 970                                                                            |
| ja   | Datei hochladen | Villa Imperial ID: 15925                                                  | Dantestraße 51-53 46° 39′ 56″ N, 11° 10′ 37″ O            | 30. März 1981 (BLR-LAB 1641) | Villa/Sommerfrischhaus Projektant Musch & Lun 1892 | KG: Mais Bauparzelle: 519                                                                            |
| ja   | Datei hochladen | Villa Johannes ID: 15912                                                  | St.-Georgen-Straße 22-24 46° 40′ 15″ N, 11° 10′ 13″ O     | 30. März 1981 (BLR-LAB 1641) | Wohnhaus und Atelier des Hoffotografen Bernhard Johannes Projektant Karl Moeser 1883 | KG: Mais Bauparzelle: 365                                                                            |
| ja   | Datei hochladen | Villa Linda ID: 15954                                                     | Schafferstraße 24 46° 39′ 49″ N, 11° 9′ 59″ O             | 30. März 1981 (BLR-LAB 1641) | Ehemals Villa Waldenburg Projektant Delugan & Bächler | KG: Mais Bauparzelle: 865                                                                            |
| ja   | Datei hochladen | Villa Lindenburg ID: 15894                                                | Grabmayrstraße 9 46° 39′ 59″ N, 11° 9′ 58″ O              | 30. März 1981 (BLR-LAB 1641) | Villa/Sommerfrischhaus Projektant Karl Moeser 1876 Bauherr Hugo von Goldegg | KG: Mais Bauparzelle: 182/2                                                                          |
| ja   | Datei hochladen | Villa Lindenhof ID: 50429                                                 | Maiastraße 17 46° 39′ 50″ N, 11° 9′ 48″ O                 | 16. Jan. 2006 (BLR-LAB 75)   | Villa/Sommerfrischhaus Projektant Anton Fritz 1911 | KG: Mais Bauparzelle: 873                                                                            |
| ja   | Datei hochladen | Villa Lohengrin ID: 15945                                                 | Tobias-Brenner-Straße 28 46° 39′ 54″ N, 11° 9′ 50″ O      | 30. März 1981 (BLR-LAB 1641) | Villa/Sommerfrischhaus Projektant Tobias Brenner 1905 | KG: Mais Bauparzelle: 735                                                                            |
| ja   | Datei hochladen | Villa Maffei ID: 15927                                                    | Schafferstraße 28 46° 39′ 51″ N, 11° 10′ 2″ O             | 12. Okt. 1987 (BLR-LAB 6187) | Ehemals Villa Gladona | KG: Mais Bauparzelle: 524                                                                            |
| ja   | Datei hochladen | Villa Marchetti mit Glashaus und Garten ID: 16055                         | Galileistraße 50 46° 40′ 26″ N, 11° 9′ 41″ O              | 11. Feb. 1991 (BLR-LAB 539)  | Villa/Sommerfrischhaus Projektant Hans Hoffmann 1911 Geburtshaus von Silvius Magnago | KG: Meran Bauparzelle: 1544, 552 Grundparzelle: 234, 236/1, 236/4, 237/1, 237/3, 237/4, 237/5, 237/6 |
| ja   | Datei hochladen | Villa Mimosa ID: 15950                                                    | Tobias-Brenner-Straße 32 46° 39′ 54″ N, 11° 9′ 54″ O      | 30. März 1981 (BLR-LAB 1641) | Villa/Sommerfrischhaus Projektant Pietro Delugan 1908 | KG: Mais Bauparzelle: 804                                                                            |
| ja   | Datei hochladen | Villa Monte Maia ID: 15879                                                | Winkelweg 35-37 46° 39′ 55″ N, 11° 10′ 17″ O              | 30. März 1981 (BLR-LAB 1641) | Villa Sanssouci Projektant Josef Irschara 1879 | KG: Mais Bauparzelle: 66/3                                                                           |
| ja   | Datei hochladen | Villa Musch & Lun ID: 16049                                               | 30.-April-Straße 4 46° 40′ 14″ N, 11° 9′ 18″ O            | 7. Aug. 1989 (BLR-LAB 4791)  | Villa/Sommerfrischhaus Projektant Kürschner, Musch & Lun | KG: Meran Bauparzelle: 495                                                                           |
| ja   | Datei hochladen | Villa Nadine ID: 16030                                                    | Carduccistraße 43 46° 40′ 12″ N, 11° 9′ 2″ O              | 30. März 1981 (BLR-LAB 1640) | Villa/Sommerfrischhaus Projektant Cölestin Recla 1890 | KG: Meran Bauparzelle: 431                                                                           |
| ja   | Datei hochladen | Villa New York ID: 16043                                                  | Rätiastraße 6 46° 40′ 10″ N, 11° 9′ 14″ O                 | 30. März 1981 (BLR-LAB 1640) | Villa/Sommerfrischhaus Projektant Cölestin Recla 1896 | KG: Meran Bauparzelle: 467                                                                           |
| ja   | Datei hochladen | Villa Oberkofler ID: 15995                                                | Petrarcastraße 1 46° 39′ 58″ N, 11° 9′ 38″ O              | 30. März 1981 (BLR-LAB 1641) | Villa Karl’s Ruhe Projektant Karl Moeser, vor 1875 | KG: Mais Bauparzelle: 197/5                                                                          |
| ja   | Datei hochladen | Villa Ortler ID: 16035                                                    | Carduccistraße 28 46° 40′ 13″ N, 11° 9′ 18″ O             | 29. Juli 1985 (BLR-LAB 3711) | Villa/Sommerfrischhaus Projektant Cölestin Recla 1893 | KG: Meran Bauparzelle: 447                                                                           |
| ja   | Datei hochladen | Villa Phönix ID: 50351                                                    | Christomannosstraße 15 46° 40′ 5″ N, 11° 10′ 39″ O        | 8. Nov. 2004 (BLR-LAB 3995)  | Städtisches Wohnhaus Projektant Franz Lewy Hoffmann 1880 | KG: Mais Bauparzelle: 347/1                                                                          |
| ja   | Datei hochladen | Villa Rathgeb ID: 16009                                                   | Steinachplatz 7-8 46° 40′ 13″ N, 11° 10′ 3″ O             | 20. Juni 1980 (BLR-LAB 3049) | Villa/Sommerfrischhaus Projektant Karl Moeser 1868 | KG: Meran Bauparzelle: 279                                                                           |
| ja   | Datei hochladen | Villa Reifferscheidt ID: 15917                                            | Schafferstraße 54 46° 39′ 55″ N, 11° 10′ 8″ O             | 30. März 1981 (BLR-LAB 1641) | Villa/Sommerfrischhaus Projektant Tobias Brenner | KG: Mais Bauparzelle: 417                                                                            |
| ja   | Datei hochladen | Villa Ruth ID: 15935                                                      | Grabmayrstraße 12 46° 39′ 52″ N, 11° 9′ 57″ O             | 30. März 1981 (BLR-LAB 1641) | Villa/Sommerfrischhaus Wohnsitz der Eheleute Moritz Lazarus und Nahida Ruth-Lazarus | KG: Mais Bauparzelle: 584                                                                            |
| ja   | Datei hochladen | Villa San Marco Schwalbenvilla ID: 15930                                  | Innerhoferstraße 1 46° 40′ 1″ N, 11° 9′ 55″ O             | 30. März 1981 (BLR-LAB 1641) | Villa/Sommerfrischhaus für Rosa Lohner Projektant Alexander Graf 1894/95 | KG: Mais Bauparzelle: 551                                                                            |
| ja   | Datei hochladen | Villa Schäffler ID: 15929                                                 | Winkelweg 43-43A 46° 39′ 53″ N, 11° 10′ 20″ O             | 12. Okt. 1987 (BLR-LAB 6187) | Villa Brenner Projektant Tobias Brenner 1895 | KG: Mais Bauparzelle: 549                                                                            |
| ja   | Datei hochladen | Villa Seppi ID: 15890                                                     | Winkelweg 30 46° 39′ 54″ N, 11° 10′ 15″ O                 | 12. Okt. 1987 (BLR-LAB 6187) | Ehemals Villa Elzenburg Projektant Franz Mayr 1896 | KG: Mais Bauparzelle: 62/6, 3818                                                                     |
| ja   | Datei hochladen | Villa Snirn ID: 50579                                                     | Apothekergasse 2 46° 40′ 7″ N, 11° 10′ 24″ O              | 27. Mai 2014 (BLR-LAB 603)   | 1924 von Candidus Bächler erbaut, zweigeschoßiger Bau mit Walmdach, an Westfassade zwei Erker, im Inneren Jugendstilelemente, Verbindung der Vorstellungen des lokalen Heimatstils mit den Architekturansprüchen der Moderne | KG: Mais Bauparzelle: 49/2 Grundparzelle: 350, 342/3, 342/4, 342/5, 352/2                            |
| ja   | Datei hochladen | Villa Sonnegg ID: 15926                                                   | Innerhoferstraße 16 46° 39′ 58″ N, 11° 9′ 55″ O           | 12. Okt. 1987 (BLR-LAB 6187) | Ehemals Villa Elzenoburg Projektant Musch & Lun vor 1893 | KG: Mais Bauparzelle: 522                                                                            |
| ja   | Datei hochladen | Villa Stadlerhof ID: 50450                                                | St.-Valentin-Straße 8-10 46° 39′ 53″ N, 11° 10′ 58″ O     | 11. Sep. 2006 (BLR-LAB 3282) | Villa/Sommerfrischhaus | KG: Mais Bauparzelle: 92                                                                             |
| ja   | Datei hochladen | Villa Stoddard ID: 15923                                                  | Grabmayrstraße 11-13 46° 39′ 57″ N, 11° 9′ 59″ O          | 30. März 1981 (BLR-LAB 1641) | Ehemals Villa Friederike, Villa von John Lawson Stoddard Projektant Karl Moeser 1887 | KG: Mais Bauparzelle: 451                                                                            |
| ja   | Datei hochladen | Villa Thornton ID: 15916                                                  | Winkelweg 20-24 46° 40′ 0″ N, 11° 10′ 7″ O                | 30. März 1981 (BLR-LAB 1641) | Ehemals Villa Saxonia Projektant Karl Moeser 1886 | KG: Mais Bauparzelle: 412/1                                                                          |
| ja   | Datei hochladen | Villa Venosta ID: 16034                                                   | Otto-Huber-Straße 3-5 46° 40′ 14″ N, 11° 9′ 21″ O         | 30. März 1981 (BLR-LAB 1640) | Villa/Sommerfrischhaus Projektant Cölestin Recla 1893 | KG: Meran Bauparzelle: 446                                                                           |
| ja   | Datei hochladen | Villa Wartburg ID: 16041                                                  | Passerpromenade 96 46° 40′ 8″ N, 11° 9′ 8″ O              | 29. Juli 1985 (BLR-LAB 3711) | Villa/Sommerfrischhaus Projektant Johann B. Deininger 1896 | KG: Meran Bauparzelle: 465                                                                           |
| ja   | Datei hochladen | Villa Wiesenburg mit Garten ID: 15952                                     | Fluggigasse 6-10 46° 39′ 57″ N, 11° 10′ 22″ O             | 21. Sep. 1987 (BLR-LAB 5864) | Villa/Sommerfrischhaus Projektant Peter Gilmozzi um 1910 | KG: Mais Bauparzelle: 835 Grundparzelle: 369/2, 369/4, 369/5, 369/6, 369/7, 369/8, 369/9             |
| ja   | Datei hochladen | Vinschger Tor ID: 15974                                                   | 46° 40′ 25″ N, 11° 9′ 34″ O                               | 20. Juni 1980 (BLR-LAB 3049) | Befestigungsanlagen | KG: Meran Bauparzelle: 81                                                                            |
| ja   | Datei hochladen | Wandelhalle an der Passerpromenade ID: 16031                              | 46° 40′ 10″ N, 11° 9′ 59″ O                               | 30. März 1981 (BLR-LAB 1640) | Pavillon Er liegt neben der einst von Ferdinand Behrens als Atelier genutzten „Villa Fanny“ und wurde von diesem als Gemäldesalon zur Präsentation eigener und fremder Werke genutzt. Durch Ausstellungen des Historienmalers Gabriel Max, den Genremaler Eduard von Grützner und anderer erwuchs der „Gemälde-Salon Behrens“ innerhalb kürzester Zeit zu einer Meraner Sehenswürdigkeit heran. Seinen Ritterschlag erhielt der Salon, als Franz v. Defregger am 28. März 1902 persönlich diesen besuchte und sich im Anschluss daran anerkennend über die Ausstellung äußerte. Geadelt wurde der Salon im März 1913 durch den Besuch des Thronfolders Franz Ferdinand. | KG: Meran Bauparzelle: 434                                                                           |
| ja   | Datei hochladen | Weyer (Leis) ID: 15869                                                    | 46° 40′ 14″ N, 11° 10′ 25″ O                              | 17. Jan. 1951 (MD)           | Ansitz Tarneller-Nr. 1419 | KG: Mais Bauparzelle: 28/1                                                                           |
| ja   | Datei hochladen | Winkel ID: 15873                                                          | 46° 40′ 6″ N, 11° 10′ 16″ O                               | 30. März 1998 (BLR-LAB 1269) | Ansitz Tarneller-Nr. 1409 | KG: Mais Bauparzelle: 1372, 42/2 Grundparzelle: 339, 340                                             |
| ja   | Datei hochladen | Winkelweg 39-41 ID: 15921                                                 | Winkelweg 39-41 46° 39′ 54″ N, 11° 10′ 18″ O              | 30. März 1981 (BLR-LAB 1641) | Villa Placida | KG: Mais Bauparzelle: 435                                                                            |
| ja   | Datei hochladen | Winkelweg 56 ID: 15943                                                    | Winkelweg 56 46° 39′ 44″ N, 11° 10′ 33″ O                 | 30. März 1981 (BLR-LAB 1641) | Villa/Sommerfrischhaus | KG: Mais Bauparzelle: 674                                                                            |
| ja   | Datei hochladen | Zarenbrunn mit Russisch-Orthodoxer Kirche St. Nikolaus ID: 15934          | Schafferstraße 23-25 46° 39′ 54″ N, 11° 10′ 5″ O          | 12. Okt. 1987 (BLR-LAB 6187) | Ehemals Villa Moskau Projektant Tobias Brenner 1895 | KG: Mais Bauparzelle: 567, 568, 569                                                                  |

Falls bei einem Baudenkmal keine Koordinaten bekannt sind, werden ersatzweise die Katasterdaten zum Zeitpunkt der Unterschutzstellung angegeben. Diese sind weder offiziell noch zwingend aktuell.
Die vom Landesdenkmalamt übernommenen Adressen können veraltet sein.
| Foto:   | Fotografie des Denkmals. Klicken des Fotos erzeugt eine vergrößerte Ansicht. Daneben finden sich zwei Symbole: |
| ID      | Identifikator beim Südtiroler Landesdenkmalamt                                                                 |
| KG      | Katastralgemeinde                                                                                              |
| MD      | Ministerialdekret                                                                                              |
| BLR-LAB | Beschluss der Landesregierung – Landesausschussbeschluss                                                       |